# Пелла (Вісконсин)
Пелла (англ. Pella) — місто (англ. town) в США, в окрузі Шавано штату Вісконсин. Населення — 899 осіб (2020).

## Демографія
Згідно з переписом 2010 року, у місті мешкало 865 осіб у 366 домогосподарствах у складі 253 родин. Було 448 помешкань
Расовий склад населення:
| - 96,0 % — білих - 2,2 % — азіатів - 1,2 % — корінних американців |

До двох чи більше рас належало 0,7 %. Частка іспаномовних становила 0,2 % від усіх жителів.
За віковим діапазоном населення розподілялося таким чином: 16,5 % — особи молодші 18 років, 65,0 % — особи у віці 18—64 років, 18,5 % — особи у віці 65 років та старші. Медіана віку мешканця становила 48,2 року. На 100 осіб жіночої статі у місті припадало 104,5 чоловіків;  на 100 жінок у віці від 18 років та старших — 102,2 чоловіків також старших 18 років.
Середній дохід на одне домашнє господарство  становив 64 256 доларів США (медіана — 55 781), а середній дохід на одну сім'ю — 75 892 долари (медіана — 60 769). Медіана доходів становила 44 125 доларів для чоловіків та 32 188 доларів для жінок. За межею бідності перебувало 3,8 % осіб, у тому числі 0,0 % дітей у віці до 18 років та 6,9 % осіб у віці 65 років та старших.
Цивільне працевлаштоване населення становило 438 осіб. Основні галузі зайнятості: виробництво — 25,8 %, освіта, охорона здоров'я та соціальна допомога — 21,0 %, сільське господарство, лісництво, риболовля — 13,5 %, роздрібна торгівля — 6,6 %.